# Ladies’ Code
Ladies’ Code (kor.: 레이디스 코드) ist eine südkoreanische Girlgroup der dritten K-Pop-Generation, die 2013 von Polaris Entertainment gegründet wurde. Die Band bestand ursprünglich aus den Sängerinnen Ashley, EunB, RiSe, Sojung und Zuny. Ihr Debüt machte die Gruppe mit dem Minialbum Code#01 im März 2013. Am 3. September 2014 war Ladies’ Code in einen schweren Autounfall verwickelt, bei dem EunB und RiSe ums Leben kamen. Nach einer Pause kehrte die Gruppe als Trio im Februar 2016 mit der Single Galaxy zurück.

## Geschichte

### 2012: Debüt mitCode#01
2012 begann Ladies’ Code, ihr Debütalbum zu produzieren. Am 7. März 2013 wurde das Minialbum Code#01 zusammen mit der Leadsingle Bad Girl veröffentlicht. Nach der Veröffentlichung konnte der Song kommerzielle Erfolge einfahren und landete auf Platz 34 der Gaon Digital Charts. Eine weitere Single namens Hate You wurde am 6. August 2013 veröffentlicht. Im September erschien ihr zweites Minialbum Code#02 Pretty Pretty. Im Laufe der Zeit veröffentlichte die Gruppe mehrere Lieder und ein Album wurde angekündigt.

### 2014: Autounfall
Am 3. September 2014 um zirka 1:30 Uhr (KST) war Ladies’ Code in einen schweren Autounfall verwickelt. Der Manager der Gruppe fuhr bei regnerischem Wetter einen Van, in dem sich auch die Mitglieder befanden, mit ungefähr 137 km/h in einer Zone, in der lediglich 100 km/h erlaubt waren. Das Auto kam ins Rutschen und krachte in eine Mauer. Als der Notarzt ankam, wurde EunB bereits für tot erklärt und die übrigen sechs Insassen in ein nahegelegenes Krankenhaus befördert. RiSe starb vier Tage später an den Folgen des Unfalls. Am 12. November 2014 wurde der Manager der Band verhaftet und zu einer Haftstrafe verurteilt.

### 2016: Rückkehr mitMst3ry
Im Januar 2016 wurde angekündigt, dass Ladies’ Code als Trio zurückkehrt und es keinen Ersatz für die verstorbenen Mitglieder geben wird. Am 24. Februar 2016 veröffentlichte man die EP Myst3ry, am 13. Oktober 2016 erschien ihre Single The Rain.

## Mitglieder

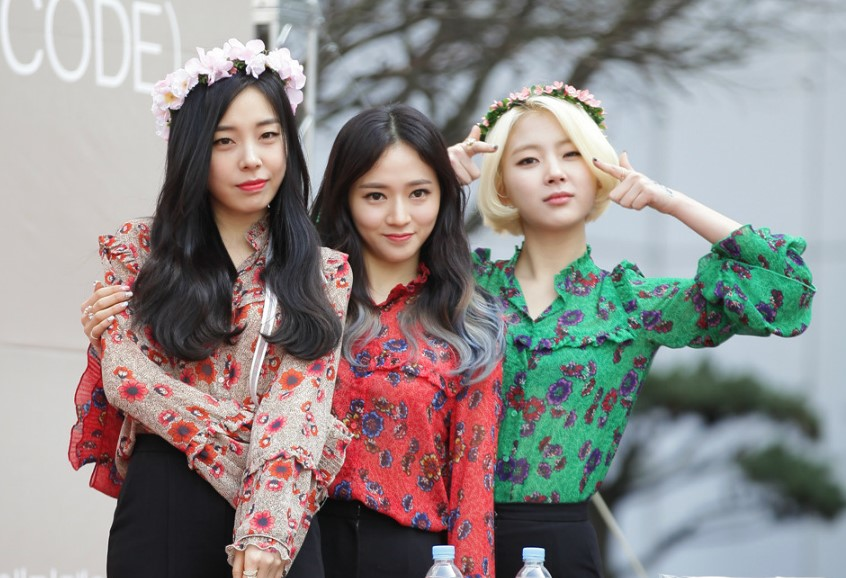
Die aktuelle Besetzung der Gruppe (v. l. n. r.): Ashley, Sojung, Zuny

### Aktuelle Besetzung
- Ashley (kor.: 애슐리) Leader; Lead Vocal; ehemals Lead Dancer, jetzt Main Dancer; Face of the group
- Sojung (kor.: 소정) Main Vocal
- Zuny (kor.: 주니) Maknae; Vocal; Lead Dancer; Visual

### Ehemalige Mitglieder
- EunB (kor.: 은비) bis September 2014 Vocal
- RiSe (kor.: 리세) bis September 2014 Vocal; Face of the group; Visual; Main Dancer

## Diskografie

### EPs
| Jahr | Titel Musiklabel                                              | Höchstplatzierung, Gesamtwochen, AuszeichnungChartsChartplatzierungen (Jahr, Titel, Musiklabel, Platzierungen, Wochen, Auszeichnungen, Anmerkungen) | Anmerkungen                                              |
| Jahr | Titel Musiklabel                                              | KR | Anmerkungen                                              |
| ---- | ------------------------------------------------------------- | --- | -------------------------------------------------------- |
| 2013 | Code#01 Bad Girl Polaris Entertainment, Stone Music Ent.      | KR11 (7 Wo.)KR | Erstveröffentlichung: 7. März 2013 Verkäufe: + 2318      |
| 2013 | Code#02 Pretty Pretty Polaris Entertainment, Stone Music Ent. | KR13 (7 Wo.)KR | Erstveröffentlichung: 6. September 2013 Verkäufe: + 3666 |
| 2016 | Strang3r Polaris Entertainment, Universal Music               | KR16 (4 Wo.)KR | Erstveröffentlichung: 13. Oktober 2016 Verkäufe: + 2227  |
| 2019 | Code#03 Set Me Free Polaris Entertainment, NHN Bugs           | KR35 (2 Wo.)KR | Erstveröffentlichung: 10. Oktober 2019                   |

### Single-Alben
| Jahr | Titel Musiklabel                                    | Höchstplatzierung, Gesamtwochen, AuszeichnungChartsChartplatzierungen (Jahr, Titel, Musiklabel, Platzierungen, Wochen, Auszeichnungen, Anmerkungen) | Anmerkungen                                             |
| Jahr | Titel Musiklabel                                    | KR | Anmerkungen                                             |
| ---- | --------------------------------------------------- | --- | ------------------------------------------------------- |
| 2014 | Kiss Kiss Polaris Entertainment, LOEN Entertainment | KR4 (3 Wo.)KR | Erstveröffentlichung: 7. August 2014 Verkäufe: + 2701   |
| 2016 | Myst3ry Polaris Entertainment, Universal Music      | KR14 (4 Wo.)KR | Erstveröffentlichung: 24. Februar 2016 Verkäufe: + 4825 |

### Singles
| Jahr | Titel Album                                     | Höchstplatzierung, Gesamtwochen, AuszeichnungChartsChartplatzierungen (Jahr, Titel, Album, Platzierungen, Wochen, Auszeichnungen, Anmerkungen) | Anmerkungen         |
| Jahr | Titel Album                                     | KR | Anmerkungen         |
| ---- | ----------------------------------------------- | --- | ------------------- |
| 2013 | Bad Girl (나쁜여자) Code#01 Bad Girl            | KR34 (10 Wo.)KR | Verkäufe: + 318.202 |
| 2013 | Hate You (헤이츄) Code#02 Pretty Pretty         | KR13 (3 Wo.)KR | Verkäufe: + 134.401 |
| 2013 | Pretty Pretty (예뻐 예뻐) Code#02 Pretty Pretty | KR16 (15 Wo.)KR | Verkäufe: + 621.372 |
| 2014 | So Wonderful (쏘 원더풀) –                      | KR14 (8 Wo.)KR | Verkäufe: + 409.918 |
| 2014 | Kiss Kiss (키스 키스) Kiss Kiss                 | KR50 (4 Wo.)KR | Verkäufe: + 111.242 |
| 2015 | I’ll Smile, Even if it Hurts (아파도 웃을래) –  | KR18 (2 Wo.)KR | Verkäufe: + 124.280 |
| 2016 | Galaxy (갤럭시) Myst3ry                         | KR36 (2 Wo.)KR | Verkäufe: + 95.718  |
| 2016 | The Rain (더 레인) Strang3r                     | — | Verkäufe: + 27.072  |
| 2018 | The Last Holiday –                              | — |                     |
| 2019 | Feedback (너의 대답은) Code#03 Set Me Free      | — |                     |
| 2019 | Set Me Free Code#03 Set Me Free                 | — |                     |